# 88 Thisbe
88 Thisbe eller A903 PA är en av de största asteroiderna upptäckt 15 juni 1866 av astronomen C. H. F. Peters i Clinton, New York. Asteroiden har fått sitt namn efter Thisbe, en romersk hjältinna.
Thisbe har en del plana ytor och har inte samma albedo på hela asteroiden.